# Hyphodiscaceae
Hyphodiscaceae Ekanayaka & K.D. Hyde – rodzina grzybów z rzędu tocznikowców (Helotiales).

## Charakterystyka
Saprotrofy rozwijające się na martwych roślinach i resztkach roślinnych. Owocniki typu apotecjum o kształcie workowatym, kubkowatym lub tarczowatym, siedzące lub na krótkich szypułkach, czasem żelatynizowane. Brzegi pokryte włoskami. Włosy białe lub brązowawe, cylindryczne, granulowane, czasem z przegrodami. Zewnętrzna warstwa zbudowana z kanciastych lub pryzmatycznych komórek. Warstwa wewnętrzna złożona z komórek wielokątnych. Parafizy nitkowate, z przegrodami, lekko poszerzone na wierzchołkach. Worki 8-zarodnikowe, cylindryczno-maczugowate, amyloidalne lub nieamyloidalne, czasami powstające z pastorałek. Askospory szkliste, 0–3-przegrodowe, elipsoidalne. Anamorfa typu hyphomycetes. Konidiofory wyrastają na pojedynczych lub rozgałęzionych strzępkach. Komórka konidiotwórcza typu fialida. Konidia bez przegród, prawie cylindryczne do wąsko odwrotnie jajowatych, kuliste lub naparstkowate, proste lub lekko zakrzywione, szkliste.
W rodzinie Hyphodiscaceae bliskie pokrewieństwo filogenetyczne wykazują rodzaje Fuscolachnum, Hyalopeziza, Hyphodiscus, Scolecolachnum i Venturiocistella. Te rodzaje były wcześniej klasyfikowane w obrębie Hyaloscyphaceae.

## Systematyka
Pozycja w klasyfikacji według Index Fungorum:
Hyphodiscaceae, Helotiales, Leotiomycetidae, Leotiomycetes, Pezizomycotina, Ascomycota, Fungi.
Według aktualizowanej klasyfikacji Index Fungorum bazującej na Dictionary of the Fungi do rodziny tej należą rodzaje:
- Catenulifera Hosoya 2002
- Fuscolachnum J.H. Haines 1989
- Gamarada D.J. Midgley & Tran-Dinh 2018
- Glutinomyces Nor. Nakam. 2017
- Hyphodiscus Kirschst. 1906
- Scolecolachnum Guatim., R.W. Barreto & Crous 2016
- Soosiella Hujslová & M. Kolarík 2014
- Venturiocistella Raitv. 1979[1].